# Leipziger Tageszeitung
Die Leipziger Tageszeitung war eine ab 1932 in Leipzig erscheinende deutsche Tageszeitung der NSDAP. Sie ging aus der seit 1930 in Dresden erscheinenden sächsischen NSDAP-Gauzeitung Der Freiheitskampf hervor und erschien im NS-Gauverlag Sachsen. Ab 1941 wurde sie mit der seit 1921 erscheinenden Neuen Leipziger Zeitung zur Neuen Leipziger Tageszeitung vereinigt. Im April 1945 wurde deren Erscheinen eingestellt.